# 科教图书馆
39°54′55″N 116°11′33″E / 39.915143°N 116.192458°E

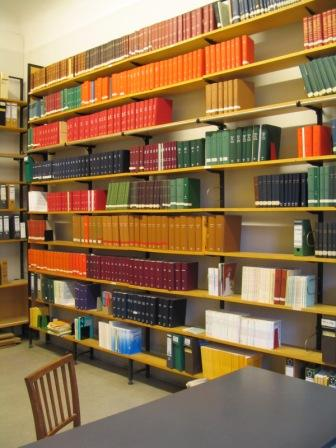
德国一家图书馆的期刊室

科教图书馆 位于北京市石景山区，是北京市第一家私营图书馆。2003年8月19日落成使用。

## 概况
北京科教图书馆由来自山东的济宁科教图书馆投资兴办，是北京首家民营股份制图书馆。因为该民营图书馆管理先进、服务优质，在石景山区，科教图书馆比公立图书馆更受市民欢迎。现在开设了电子阅览、光碟租借、书籍阅览、自习室等服务。营业时间长，全年无休。

## 公益
科教图书馆每逢周末，常有公益讲坛。讲坛内容不拘泥，其中包括外国英文教员的义务讲授等等。

## 背景
科教图书馆由来自山东的济宁科教图书馆投资兴办，馆长潘跃勇。济宁科教图书馆是中国大陆第一家私营图书馆。